# Gamebox 1.0
Pour plus de détails, voir Fiche technique et Distribution.
Gamebox 1.0 est un film américain de science-fiction et de fantasy réalisé par David Hillenbrand et Scott Hillenbrand, sorti en 2004.

## Synopsis
Charlie, un testeur de jeu vidéo au passé trouble reçoit une nouvelle console à tester. La Gamebox 1.0, grâce à une connexion neuronale, plonge le joueur dans un monde en réalité virtuelle qui est basé sur les souvenirs de celui-ci. Ainsi, Charlie se retrouve confronté à sa petite amie décédée,...

## Fiche technique
- Titre : Gamebox 1.0
- Réalisation : David Hillenbrand et Scott Hillenbrand
- Scénario : Pat Casey et Josh Miller
- Musique : David Hillenbrand
- Photographie : Philip D. Schwartz
- Montage : Dave O'Brien et John Travers
- Production : Ashley R. Friedman, David Hillenbrand, Scott Hillenbrand, David A. Jackson et Albert Miniaci
- Société de production : Hill & Brand Entertainment
- Société de distribution : Lions Gate Films Home Entertainment (États-Unis), Elephant Films (France)
- Pays :  États-Unis
- Genre : Science-fiction et fantasy
- Durée : 83 minutes
- Dates de sortie : 
  -  États-Unis : 2004 (Los Angeles), 10 avril 2007 (DVD)
  -  France : 5 mars 2009

## Distribution
- Nate Richert : Charlie Nash
- Danielle Fishel : Kate / la princesse
- Patrick Kilpatrick : Ronald Hobbes / Ao Shun
- Patrick Cavanaugh : Peter
- Robert Tena : John
- DeVaughn Nixon : Sherman
- Scott Hillenbrand : Mark
- Patrick Renna : Kaplan
- Lauren Storm : Pamela, la serveuse
- Mariana Klaveno : Michelle
- Jack Ong : Doctor
- Tauhid Etcheverry : zombie